# Цицербита уральская
Цицербита уральская (лат. Cicerbita uralensis) — вид многолетних растений рода Цицербита (Cicerbita) семейства Астровые, занесённый в Красную книгу Среднего Урала.
По данным The Plant List на 2013 год, название Cicerbita uralensis (Rouy) Beauverd является синонимом действительного названия Lactuca macrophylla subsp. uralensis (Rouy) N.Kilian & Greuter.

## Распространение и среда обитания
Растение распространено на территории Западной Сибири, на западных склонах Среднего и Южного Урала, в частности в бассейнах рек Сылва и Чусовая и на горе Ослянке.
Произрастает в смешанных широколиственных лесах, среди растительности которых преобладает липа, клен, дуб, и в разреженных лесах. Растёт на лесных полянах, вблизи кустарников, в горных лесах и на равнинных территориях. Предпочитает влажные глиняные почвы.В эпоху плиоцена предок этого растения был распространён на территории, которую занимали широколиственные леса Урала. В плейстоценовую эпоху растение сохранилось на территории Южного Урала. Это привело к образованию нынешнего вида Цицербиты уральской. В период голоцена растение распространилось на запад в части широколиственных лесов.

## Ботаническое описание

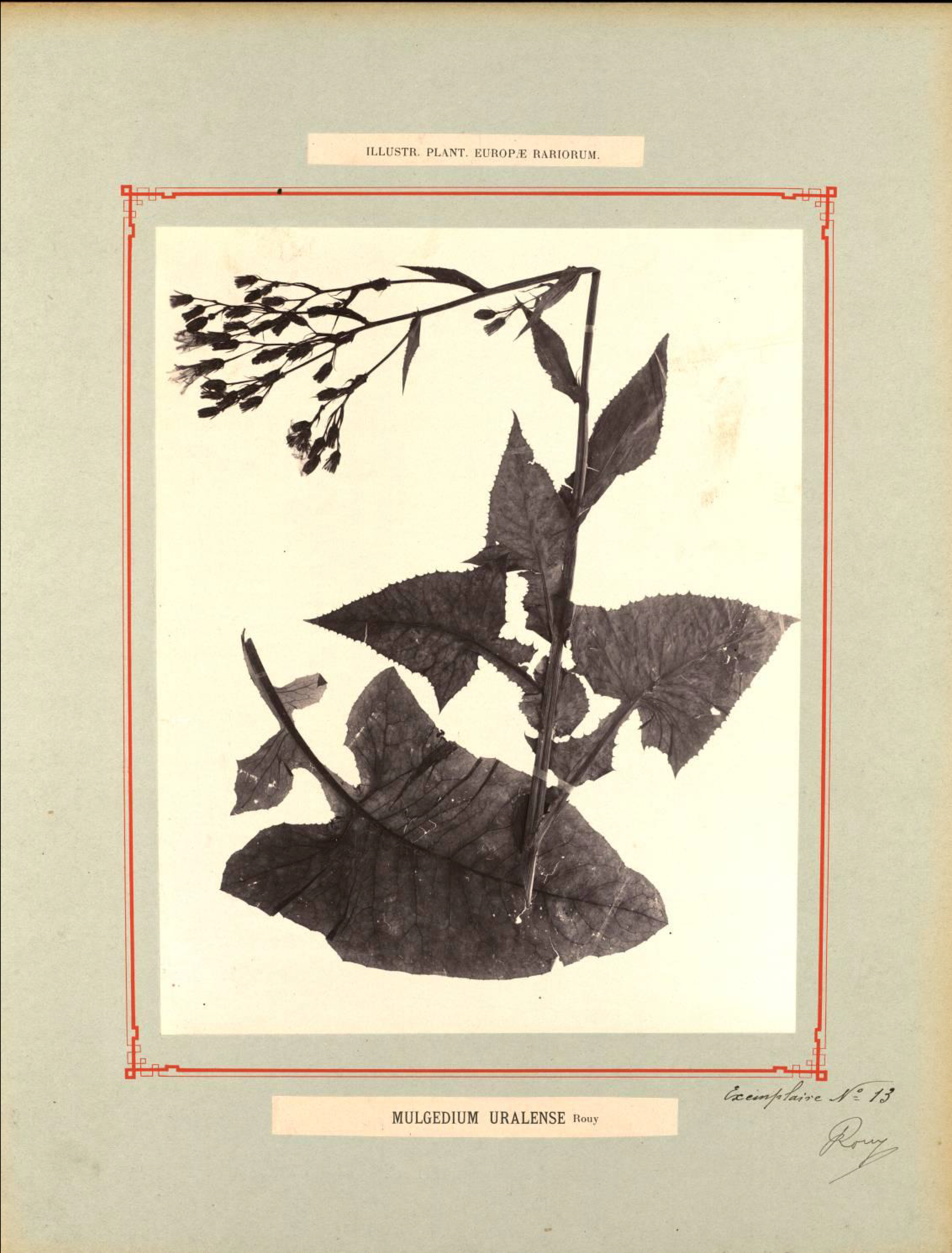

Крупное растение с коротким корневищем. Корни тонкие. Высота стебля от 80 до 200 см высотой.
Формы нижних, средних и верхних листьев отличаются. Нижние листья — крупного размера, сердцевидной формы. Их длина достигает 50 см. Средние — лировидные. Верхние — сидячие, ланцетовидные. Среди верхних листьев встречаются неравномерно зубчатые экземпляры.
25-30-цветковые корзинки широкоцилиндрические, располагаются в метельчато-щитковидном соцветии. Длина корзинки до 15 мм, ширина около 8 мм.
Длина семянки составляет около 6 мм.
Растение размножается семенами и корневищами. Растёт группами приблизительно по 20 штук. Цветение приходится на период с июня по сентябрь.

## Природоохранная ситуация
Цицербита уральская отнесена к редким видам растений из-за вырубки лесов и выпаса скота. За динамикой распространения растения ведется мониторинг на природно-охраняемых территориях ботанических и геологических памятников природы в южной и восточной части Пермского края. По состоянию на 2012 год растение внесено в Красную книгу Оренбургской области, присвоена 2 категория.